# Dick i Jane: Lladres de riure
Dick i Jane: Lladres de riure (títol original: Fun with Dick and Jane) és una pel·lícula estatunidenca dirigida per Dean Parisot, estrenada l'any 2005. Ha estat doblada al català.

## Argument
Dick és promogut vicepresident de la tota-poderosa Globodyne Corp. Per a ell i la seva família, és la promesa d'un futur radiant, fins al punt que la seva dona Jane plega de seguida del seu treball.
La seva alegria serà no obstant això de curta durada. Algunes hores més tard, Globodyne s'esfondra a un escàndol financer....Sol McCallister, el gran cap, se'n surt, amb indemnitzacions colossals. Per a Dick i Jane, és la fi del somni americà. En alguns dies, perden tot el que era la seva vida, la seva bonica casa, els seus cotxes de somni i fins i tot els seus suposats amics.
Tan desemparat com revoltat, Dick decideix llavors mostrar-se tan poc escrupolós com el seu cap. Una vegada sense la seva honestedat, ell i Jane descobriran que tenen totes les possibilitats de recuperar el que han perdut, i tant se val si per a això han de saltar-se els límits.

## Repartiment
- Jim Carrey: Dick Harper
- Téa Leoni: Jane Harper
- Alec Baldwin: Jack McCallister
- Richard Jenkins: Frank Boscombe
- John Michael Higgins: Garth
- Carlos Jacott: Oz Peterson
- Walter Addison: Sam Samuels
- Ralph Nader: ell mateix
- Angie Harmon: Veronica Cleeman
- Richard Burgi: Joe Cleeman
- Gloria Garayua: Blanca
- Michelle Arthur: la secretària de Dick
- Luis Saguar: Hector
- Kym Whitley: Kostmart
- Kevin Ruf: la recepcionista de Karen Williams
- Dilva Henry: la presentadora del temps
- Jorey Bernstein: Hector
- Steve Seagren: Truck Guy

## Banda original
- Wedding, composta per Randy Newman
- Sandstorm, interpretada per Darude
- What I Got, interpretada per Sublim
- Time Bomb, interpretada per Rancid
- I Believe I Can Fly, interpretada per Frankie V
- Smooth Operator, interpretada per Sade
- Right Pose, Wrong Time, interpretada per Dr. John
- Why Me Lord?, interpretada per Johnny Cash
- Insects Are All Around Us, interpretada per Money Mark
- Uncontrollable Urge, interpretada per Devo
- Insane in the Brain, interpretada per Cypress Hill
- Alive and Amplified, interpretada per The Mooney Suzuki
- Mighty Day, interpretada per Bessemer Sunset Forn
- The Best Things in Life Are Free, interpretada per Sam Cooke
- The Wide Window, composta per Thomas Newman

## Al voltant de la pel·lícula
- El rodatge va començar el 7 de setembre de 2004 i va tenir lloc a Burbank, Los Angeles i Santa Clarita.
- Barry Sonnenfeld hauria hagut de dirigir el film, però va abandonar el projecte per a raons personals.[3]
- El personatge de Jane havia de ser interpretada per Cameron Diaz, però problemes el temps la van obligar a abandonar el projecte poc després del començament de la producció.[3]
- Paramount Pictures va pagar 100.000 dòlars a Sony (casa mare de la Columbia), per interrompre el rodatge una setmana, el temps que Jim Carrey faci algunes aparicions promocionals per a Un seguit de desgràcies catastròfiques de Lemony Snicket. D'altra banda, un tros de la banda original d'aquest últim, composta per Thomas Newman, apareix a la banda original del film (en l'arribada dels serveis de la immigració per a les sense-papers mexicans precisament).
- Destacar, una aparició de Ralph Nader en el seu propi paper.

## Crítica
- "Un rar remake de Hollywood que, en atrevir-se a reinterpretar el seu material original en un context polític actual, adquireix una raó per existir."[4]
- "Recicla la comèdia de 1977 (...) per repetir els mateixos errors. (...) es torna un rutinari 'slapstick' amb perruques, falses barbes, 'divertits' atracaments, etc. (...) Puntuació: ★★½ (sobre 4)"[5]